# Lithosia szetchuana
Lithosia szetchuana är en fjärilsart som beskrevs av Sterneck 1938. Lithosia szetchuana ingår i släktet Lithosia och familjen björnspinnare. Inga underarter finns listade i Catalogue of Life.